# Arbetarekuriren
Arbetarekuriren var en syndikalistisk dagstidning (veckotidning) som gavs ut mellan den 1 april 1926 till 31 december 1942. Tidningen utgavs till en början av fyra SAC-distrikt, sedan av Syndikalistiska Arbetarefederationen och slutligen av SAC.

## Historik
Tidningen kom ut 1926 med bara ett nummer i månaden som tillfällighetstidning. men från oktober 1926 till 1942 med ett nummer i veckan med lördag som utgivningsdag. Från 1926 har tidningen titeln Arbetare-Kuriren / Syndikalistisk veckotidning. Tidningen gavs ut i svart tryck utom nyårsnumret 1938 som tryckts i svart och rött. Tidningen togs i beslag 1942: Beslagtagna nummer: 1942 nr 5, 30, 41, 47. Dessa nummer nådde ej allmänheten men finns nu på KB. Tidningen utgavs till en början av fyra samverkande SAC-distrikt (Göteborg, Skåne, Västergötland-Halland och Västra Smålands-Hallands), sedan av utbrytarorganisationen Syndikalistiska Arbetarefederationen (SAf) 1928-1937 och därefter av SAC 1938-1942. Tidningen var billig och kostade 4 kr till 1939 och 5 kr 1940-1942. Redaktionen fanns i Göteborg med adress Första Långgatan 6 hela utgivningstiden.  Redaktör var från början en redaktionskommitté. Per Jönsson Welinder står som redaktör från 7 oktober 1929 till två dagar före sin död 8 oktober 1934. Under en månad efter Welinders död saknas redaktör men Gunnar Johansson är sedan redaktör 17 november 1934 till tidningens nedläggning. Tidningen trycktes hela utgivningstiden på Tryckcentralen, Göteborg, typsnitt antikva. Tidningen bestod av fyra sidor utom  1940 då det var sex sidor. Innehållet präglades av politisk debatt.

### Ansvarig utgivare
| Period                 | Ansvarig utgivare       | Titel      | Kommentar |
| 1926-07-07--1932-07-10 | Karlsson, Gustaf Adolf  |            |           |
| 1932-07-11--1934-10-21 | Welinder, Per Jönsson   | redaktören |           |
| 1934-10-22--1942-12-31 | Johansson, Gunnar Adolf |            |           |

### Upplaga
| Period                 | Upplaga |
| 1927-01-01--1927-12-31 | 6400    |
| 1931-01-01--1931-12-31 | 7750    |
| 1932-01-01--1932-12-31 | 7900    |
| 1933-01-01--1933-12-31 | 8000    |

### Utgivningsperiod
| Period                 | Kommentar    |
| 1926-10-01--1942-12-31 |              |
| ISSN/ ONR              | 99-2827522-X |